# Australian Open 2023 - Quad doppio
Andy Lapthorne e David Wagner erano i campioni in carica, ma sono stati sconfitti in semifinale da Donald Ramphadi e Ymanitu Silva.
Sam Schröder e Niels Vink hanno conquistato il titolo, battendo in finale Ramphadi e Silva con il punteggio di 6-1, 6-3.

## Teste di serie
1. Sam Schröder /  Niels Vink (campioni)

1. Andy Lapthorne /  David Wagner (semifinale)

## Tabellone

### Legenda
| - Q = Qualificato - WC = Wild card - LL = Lucky loser | - ALT = Alternate - SE = Special Exempt - PR = Protected Ranking | - w/o = Walkover - r = Ritirato - d = Squalificato |

|  | Semifinali | Semifinali                    | Semifinali                    | Semifinali | Semifinali |  |  | Finale | Finale                        | Finale                        | Finale | Finale |  |
|  |            |                               |                               |            |            |  |  |        |                               |                               |        |        |  |
|  | 1          | Sam Schröder Niels Vink       | Sam Schröder Niels Vink       | 6          | 6          |  |  |        |                               |                               |        |        |  |
|  |            | Heath Davidson Robert Shaw    | Heath Davidson Robert Shaw    | 0          | 1          |  |  | 1      | Sam Schröder Niels Vink       | Sam Schröder Niels Vink       | 6      | 6      |  |
|  |            | Donald Ramphadi Ymanitu Silva | Donald Ramphadi Ymanitu Silva | 7          | 6          |  |  |        | Donald Ramphadi Ymanitu Silva | Donald Ramphadi Ymanitu Silva | 1      | 3      |  |
|  | 2          | Andy Lapthorne David Wagner   | Andy Lapthorne David Wagner   | 5          | 3          |  |  |        |                               |                               |        |        |  |